# 후지와라 모토오
후지와라 모토오(일본어: 藤原 基央, 1979년 4월 12일 ~ )는 일본 아키타현 출신의 싱어송라이터 및 기타리스트이다. 범프 오브 치킨의 보컬과 기타를 맡고 있다. 개인 활동 명의로 MOTOO FUJIWARA를 사용하기도 한다.

## 작품

### 앨범
- 《SONG FOR TALES OF THE ABYSS》 (2006년 3월 22일)

MOTOO FUJIWARA 명의로 발매.
게임 소프트 《테일즈 오브 디 어비스》의 사운드 트랙. 전 수록곡을 후지와라 모토오가 작사·작곡했다.

### 참여 작품
- 《delayed》 (2002년 9월 25일)

Syrup16g의 앨범 4번 트랙 "水色の風(물빛 바람)"의 코러스로 참여.
- 《人形劇ギルド》 (인형극 길드) (2006년 9월 20일)

범프 오브 치킨의 곡 〈길드〉를 기초로 제작된 무성영화. 원작·각본·음악을 담당했다.
- 〈冒険彗星〉 (모험혜성) (2008년 11월 26일)

MOTOO FUJIWARA 명의로 참여.
에노모토 쿠루미의 싱글 및 악곡. 전 수록곡을 프로듀서인 MOR과 공동 작사·작곡·프로듀스. 그 외에도 일렉트릭 기타, 어쿠스틱 기타, 키보드, 탬버린, 오토하프, 글로켄슈필, 팀파니의 연주를 담당했다.

## 같이 보기
- 범프 오브 치킨